# 李甘
李甘（?—?），字和鼎，杜牧好友，長慶年間考中進士，太和年間，累官至侍御史。著有文集一卷，《全唐詩》存有詩一首。

## 生平
李甘地位還未顯赫的時候曾推薦楊牢為官，並讚楊其事蹟。
太和九年（835年），當時的人們都說鄭注遲早當上宰相，李甘知道後揚言說如果詔書真的如此，他會不顧性命當場把詔書撕毀，七月二十日，李甘被貶為封州司馬，然而李訓也忌諱鄭注，因此鄭注沒能當上宰相。李甘最後於封州司馬任內去世。